# (11187) Richoliver
(11187) Richoliver (1998 KO4) – planetoida z pasa głównego asteroid okrążająca Słońce w ciągu 4,17 lat w średniej odległości 2,59 j.a. Odkryta 22 maja 1998 roku.